# Philonotis macrodictya
Philonotis macrodictya är en bladmossart som beskrevs av Kindberg 1889. Philonotis macrodictya ingår i släktet källmossor, och familjen Bartramiaceae. Inga underarter finns listade i Catalogue of Life.